# سفارت بریتانیا در براتیسلاوا
سفارت بریتانیا در براتیسلاوا (به لاتین: Embassy of the United Kingdom) یک منطقهٔ مسکونی و نمایندگی سیاسی کشور بریتانیا در اسلواکی است. این سفارت در ناحیه Bratislava I واقع در شهر براتیسلاوا پایتخت اسلواکی است.